# 廃県置庁
廃県置庁（はいけんちちょう）とは、県を廃止して庁を設置すること。以下のような物がある。
- 北海道で1886年に行われた北海道庁の設置。これにより三県一局時代が終わった。
- 日本統治時代の台湾で1901年に行われた行政区画の再編。日本統治時代の台湾行政区分#廃県置庁を参照。